# Grendel 6,5 mm
 (avril 2023).
La mise en forme du texte ne suit pas les recommandations de Wikipédia : il faut le « wikifier ».
Les points d'amélioration suivants sont les cas les plus fréquents. Le détail des points à revoir est peut-être précisé sur la page de discussion.
- Les titres sont pré-formatés par le logiciel. Ils ne sont ni en capitales, ni en gras.
- Le texte ne doit pas être écrit en capitales (les noms de famille non plus), ni en gras, ni en italique, ni en « petit »…
- Le gras n'est utilisé que pour surligner le titre de l'article dans l'introduction, une seule fois.
- L'italique est rarement utilisé : mots en langue étrangère, titres d'œuvres, noms de bateaux, etc.
- Les citations ne sont pas en italique mais en corps de texte normal. Elles sont entourées par des guillemets français : « et ».
- Les listes à puces sont à éviter, des paragraphes rédigés étant largement préférés. Les tableaux sont à réserver à la présentation de données structurées (résultats, etc.).
- Les appels de note de bas de page (petits chiffres en exposant, introduits par l'outil «  Source ») sont à placer entre la fin de phrase et le point final[comme ça].
- Les liens internes (vers d'autres articles de Wikipédia) sont à choisir avec parcimonie. Créez des liens vers des articles approfondissant le sujet. Les termes génériques sans rapport avec le sujet sont à éviter, ainsi que les répétitions de liens vers un même terme.
- Les liens externes sont à placer uniquement dans une section « Liens externes », à la fin de l'article. Ces liens sont à choisir avec parcimonie suivant les règles définies. Si un lien sert de source à l'article, son insertion dans le texte est à faire par les notes de bas de page.
- La présentation des références doit suivre les conventions bibliographiques. Il est recommandé d'utiliser les modèles {{Ouvrage}}, {{Chapitre}}, {{Article}}, {{Lien web}} et/ou {{Bibliographie}}. Le mode d'édition visuel peut mettre en forme automatiquement les références.
- Insérer une infobox (cadre d'informations à droite) n'est pas obligatoire pour parachever la mise en page.

Pour une aide détaillée, merci de consulter Aide:Wikification.
Si vous pensez que ces points ont été résolus, vous pouvez retirer ce bandeau et améliorer la mise en forme d'un autre article.
 (avril 2023).
Le 6,5 mm Grendel est une cartouche sportive conçue conjointement par l'armurier anglo-américain Bill Alexander, le tireur de compétition américain Arne Brennan et le balisticien finlandais Janne Pohjoispää de chez Lapua. Il s'agit d'une cartouche à faible recul et haute précision conçue spécialement pour une utilisation avec des plateformes de type AR- 15, à moyenne et longue portée (de 200 à 800 mètres). Il s'agit d'une variante améliorée du PPC 6,5 mm.
La cartouche Grendel de 6,5 mm a été dévoilée pour la première fois en mai 2003 au centre de formation de Blackwater en Caroline du Nord. Les tests y ayant été menés on démontré qu'elle reste supersonique après 1 100 m et que ses performances dépassent le 7,62 mm OTAN avec seulement la moitié de son recul. Depuis son introduction, elle s'est avérée être une cartouche polyvalente et est désormais disponible pour d'autres plateformes, notamment des fusils à verrou et le système Kalachnikov.
Le nom « Grendel » est inspiré du monstre mythique antagoniste du poème épique en vieil anglais Beowulf. Il s'agissait d'une marque déposée par Alexander Arms (société de Bill Alexander à Radford, Virginie) et fabriquée à Radford Arsenal, jusqu'à ce qu'elle soit légalement publiée en 2010 pour la normalisation SAAMI en collaboration avec Hornady,,.

## Développement et historique
L'objectif de la conception Grendel de 6,5 mm était de créer une cartouche compatible avec les chargeurs STANAG et la plateforme AR-15, efficace entre 180 m et 730 m et surpassant les performances des cartouches .223 Remington et 5,56 mm OTAN. Contraints par la dimension des chargeurs STANAG, les concepteurs du Grendel ont décidé d'utiliser un étui plus court mais plus large, offrant un volume de poudre plus élevé tout en laissant de l'espace pour des balles longues, profilées et à coefficient balistique élevé de 6,5 mm (.264).
Le diamètre du culot de l'étui Grendel est le même que celui du 5,6 × 39 mm russe, du 7,62 × 39 mm et 6,5 mm PPC. Ce diamètre est supérieur au 5,56 × 45 mm OTAN, ce qui nécessite l'utilisation d'une culasse AR-15 non standard. L'augmentation du diamètre du boîtier entraîne une légère réduction des capacités en munitions du chargeur. Un chargeur Grendel de 6,5 mm avec les mêmes dimensions qu'un chargeur STANAG de 30 cartouches contiendra 26 cartouches seulement. En fonction du matériau de l'étui et du poids de la balle, les cartouches Grendel de 6,5 mm pèsent entre 14,7 g et 17,8 g.

## Performance

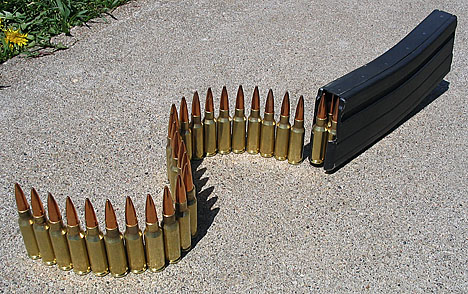
Chargeur C-Products pour 26 cartouches Grendel

Les partisans affirment que le Grendel est un bon "terrain d'entente" entre le 5,56 × 45 mm OTAN et le 7,62 × 51 mm OTAN. Il conserve une plus grande énergie terminale à des distances étendues que l'une ou l'autre de ces cartouches en raison de son coefficient balistique plus élevé. Par exemple, la balle Grendel de 8,0 g a plus d'énergie cinétique et une meilleure pénétration des protections balistiques à 1,000 m que le plus grand et lourd 7,62 mm OTAN,,.
Lors des tests, les munitions sortant d'usine démontrent une vitesse initiale variant de 760 m/s (avec balle de 8,4 g) à 880 m/s (avec balle de 5,8 g), ce qui est une vitesse similaire au 5,56 mm classique.
Cependant, pour obtenir une balistique supérieure à la cartouche 7,62 × 51mm, une arme avec un canon plus long en comparaison est nécessaire. Pour obtenir les mêmes résultats avec des canons plus courts, des balles plus lourdes sont alors utilisées.

### Balistique
| Vitesse de la balle (canon de 24 pouces (609,6 mm)) | Vitesse de la balle (canon de 24 pouces (609,6 mm)) | Vitesse de la balle (canon de 24 pouces (609,6 mm)) | Vitesse de la balle (canon de 24 pouces (609,6 mm)) |
|                                                     | Masse de la balle (g)                               | Vitesse initiale (m/s)                              | Vitesse à 1 000 m (m/s)                             |
| --------------------------------------------------- | --------------------------------------------------- | --------------------------------------------------- | --------------------------------------------------- |
| Lapua Scenar                                        | 7,0                                                 | 820                                                 | 355                                                 |
| Lapua Scenar                                        | 8,0                                                 | 800                                                 | 372                                                 |
| Lapua FMJBT                                         | 9,3                                                 | 750                                                 | 370                                                 |

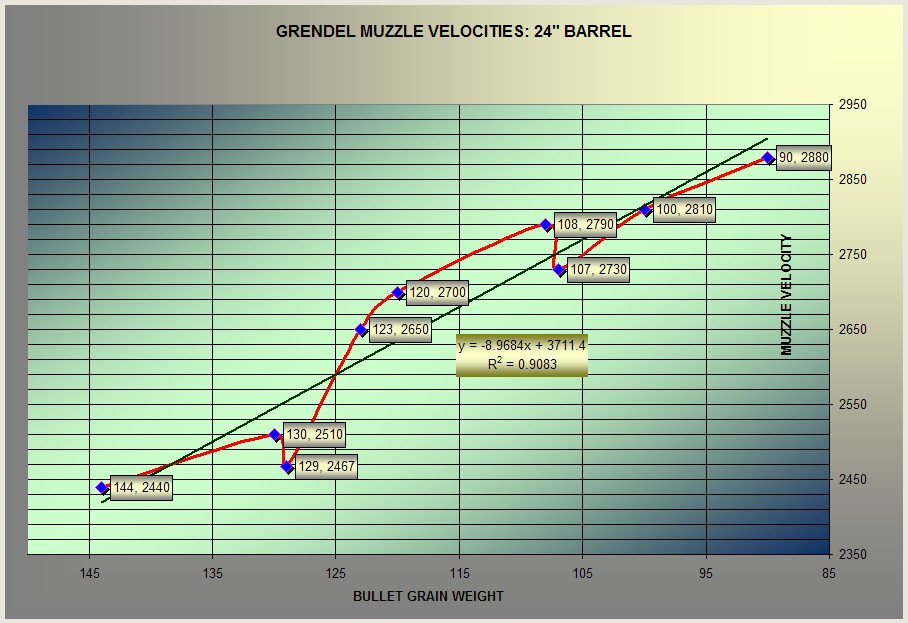
Changement de vitesse initiale suivant le poids de la balle

Comme indiqué ci-dessus, la cartouche Grendel est très proche du .220 russe. En général, chaque gramme supplémentaire pour la balle réduira sa vitesse initiale de 50,8 m/s et chaque cm supplémentaire de longueur de canon augmentera la vitesse initiale de 2,4 m/s.

## Utilisations par les forces armées et la police
La Serbie est en train d'adopter un fusil fabriqué par Zastava Arms[réf. à confirmer] en calibre 6,5 mm Grendel comme armement principal de ses forces armées. Le fusil, désigné Zastava M19, est un dérivé du fusil M70. Un fusil de fabrication américaine de calibre 6,5 mm Grendel peut également être adopté dans l'armement des unités des forces spéciales tantôt qu'il a passé ave succès les tests du Technical Testing Center.[réf. nécessaire] Trois types de munitions de 6,5 mm Grendel produites par Prvi Partizan en Serbie seront testées pour être utilisées avec ces fusils,,,,.
Le Groupe d'intervention de la Gendarmerie nationale annonce en 2025 s'associer à SwissP Defence pour le développement et l'utilisation de cette cartouche, qui dispose de performances plus intéressantes que le 7,62 x 39 mm utilisé jusque là.